# 좀목
좀목(Zygentoma)이란 곤충강에 속하는 한 목으로, 약 550 여종으로 이루어져 있다. 꼬리 구조물(caudal filament) 3개에서 좀목의 특징이 뚜렷이 나타난다. 두 개의 가장자리 털 구조물은 '꼬리털(尾毛. Cercus, Cerci)'이라고 한다. 가운데의 구조물은 꼬리실 또는 중앙미사(中央尾絲. appendix dorsalis 또는 medial filament)라고 부른다. 이런 부분에서 돌좀목과는 상당히 유사한 부분이 많다.
20세기 후반까지 학계에서는 좀목을 좀류(Thysanura)가 실은 다계통군이었다는 사실을 인정받기 전까지 좀류의 아목으로 간주했다. 따라서 두 개의 아목이 독립된 단계통군 목 분류군으로 격상하게 되었다. 좀목이 쌍관절구류(Dicondylia)의 하위 분류군으로 속하게 되었으며, 돌좀목은 이의 측계통이 되었다.

## 명칭과 어원
좀목(Zygentoma)란 명칭은 그리스어로 '다리'나 '멍에'를 뜻하는 표제어 'ζυγόν (zygón)', 그리고 마찬가지로 그리스어로 '곤충' 자체를 뜻하지마 곤충 특유의 마디로 나눠진 몸 구조 때문에 말 그대로 '잘라내다'의 의미도 가지고 있는 'ἔντομα의 합성어이다. 이 학명에 대한 아이디어는 이 분류군이 유시류와 무시류 사이의 개념 연결고리를 형성하는 것이었다. 이러한 견해는 현재 완전히 구식이 되었지만, 19세기 말엽에서 20세기 초 사이에 곤충의 분기도는 이제 막 시작된 단계였다.  그리고 좀목의 학술적 명칭은 보다 정교하게 바라볼 수 있는 시기에 이르러서야 제대로 확립했다.

좀은 영명으로 소위 ,silverfish'나 'fishmoth', 또는 'firebrat'으로 불리는데, '실버피시(silverfish)'와 '피시모스(fishmoth)'는 둘 다 은색으로 빛나는 좀벌레의 몸통과 물고기 같은 움직임에서 왔다. 대표적으로 좀과 양좀이 있다. '파이어브랫(firebrat)'은 Thermobia 속에 속하는 얼룩좀의 영어 명칭이며, 고온에서 알을 낳으려는 습성에서 왔다. 마찬가지로 대한민국에서도 한의학에서 영칭의 뜻처럼 벽어(壁魚) 또는 의어(衣魚)로 불렸으며, 현대에는 '-벌레' 어미를 붙여 '좀벌레'라는 이름으로 많이 불린다.

## 특징 및 생태
대부분의 현생종의 몸길이는 1~2 cm 정도의 몸길이를 가지나, 석탄기에 살았던 좀벌레의 화석은 약 6 cm 길이로 알려져 있다.
좀목 곤충은 등쪽으로 편평한 몸체를 가지고 있으며 보통 몸통이 길쭉한 타원형의 모습을 하고 있다. 더듬이는 가늘고 잘 움직인다. 겹눈은 작은 경향이 있고, Nicoletiidae 과와 Protrinemuridae 과, 그리고 일부 동굴성 생활을 하는 종들의 경우 눈이 퇴화했거나 없다.  좀과는 머리 양쪽에 낱눈(ommatidum/ommatidia) 12개가 모여서 만들어진 겹눈을이 있다. 홑눈(ocellus/ocelli)은 Lepidotrichidae 과의 유일 구성종인 Tricholepidion gertschi를 제외한 모든 종에게서 나타나지 않는다. 큰턱은 길이가 짧으며 구기는 그다지 발달하지 않았다. Tricholepidion 속, Nicoletiidae 과 및 Protrinemuridae 과의 경우, 제2~9배마디에  첨지(stylus/styli)라고 하는 8쌍의 매우 짧고 퇴화한 부속지가 달려 있다. 하지만 Lepismatidae 과의 경우, 첨지는 제7~9또는 제8~9배마디에서만 발견되며 때로는 제9배마디에서만 발견된다. 첨지가 퇴화해서 아예 없는 경우도 있다. 좀목에게서 드러나는 특정 요소는 마지막 배마디 끝에서 방사 형태로 돋아나 있는 3개의 긴 꼬리 모양의 구조물들이다. 이 꼬리 구조물들은 보통 Nicoletiidae 과의 일부 종들을 제외한다면 각 꼬리들 간 길이의 길고 짧음의 구분이 어렵다. 꼬리 구조물 바깥의 1쌍은 꼬리털이고, 중앙의 구조물은 꼬리실이다.
좀벌레는 습하고 촉촉한 환경에서 발견되며, 건조한 환경에서도 살 수 있다. 또, 개별로 독립 생활을 하거나 서로 무리를 지어 군집을 이루는 경우를 발견할 수 있다. 사람이 사는 주거 공간에서는 곡물이나 종이, 풀, 옷감, 레이온 직물 및 말린 고기 등 다양하고 광범위한 먹이를 섭취 가능하다. 자연에서 사는 좀벌레들의 경우 유기물 파편들을 섭취한다. 좀벌레는 밤에 욕조나 싱크대에서 가끔 발견되기도 하는데, 발에 욕반처럼 매끄러운 표면에서도 잘 달라붙을 수 있는 기관이 없어 매끈한 표면에서 떨어지면 갇히게 되기 때문이다.
야생에 서식하는 종들은 종종 동굴이나 바위 밑과 같이 어둡고 습한 서식 환경에서 찾아볼 수 있으며, 일부가 개미군체에 들어가 생활하는 편리 공생의 방식을 취하고 있다.(예: Trichatelura manni 및 브라질의 열마디개미속 개미의 군락에서 서식하는 Allotrichotriura saevissima,).
현재 공식적으로 멸종위기에 처해 있는 종은 없으나, 일부 종들이 하나 이상의 동굴 또는 동굴계에 서식지가 국한된 동굴성 생물이며, 이런 경우 해당 종의 멸종 위험도가 매우 높아진다.

### 응집 행동
과거에는 접촉페로몬이 좀목 곤충들에게서 관찰되는 응집 및 정지 행동을 담당하는 것으로 가정되었다. 이후 응집 행동이 페로몬에 의해 촉발되는 것이 아니라 내공생 진균인 Mycotypha microspora (털곰팡이목 계열의 한 종)와 내공생 세균인 Enterobacter cloacae (장내세균과. Enterobacteriaceae)에 의해 일어난다는 사실이 밝혀졌다. 두 생물 종 전부가 얼룩좀(Thermobia Domestica) 이라는 좀벌레의 배설물에 존재한다. 또한 이 좀벌레는 D-글루코스 성분을 기반으로 하는 다당류의 외부 글리코칼릭스를 기반으로 E. cloacae 의 존재를 감지할 수 있는 것이 알려졌다. M. microspora는 셀룰로스가 있을 때 얼룩좀에게서만 검출되며, 이는 M. microspora가 발산하는 셀룰로스 소화 효소에 분해된 대사산물(예: D-포도당)이 응집 및 정지 신호 역할을 한다는 것을 시사한다. 후속 연구에 따르면 좀( Ctenolepisma longicaudatum)도 M. microspora에 대해 반응하지만 양좀(Lepisma saccharinum)에게서는 반응이 없는 것으로 나타났다.
또한, 정적 전자기장을 갖춘 직류식 저단계 전자기 코일이 양좀 및 얼룩좀을 하여금 유인 또는 정지 동작을 일으키게 하도록 유도한다는 것이 밝혀졌다. 이 행동 특성은 좀목에 대하여 제3자 시점에서는 예찰 및 방제책이 되었으며 해당 특허가 발효되었다.

## 분류
- 좀목(Zygentoma) Börner 1904[22]
  - 구좀아목(Archizygentoma) Engel 2006
    - 트리콜레피디온과(Tricholepidiidae) Engel 2006

  - 신좀아목(Neozygentoma) Engel 2006
    - † 범좀하목(Parazygentoma) Engel 2006
      - † 레피도트릭스과(Lepidotrichidae) Silvestri 1913

    - 진좀하목(Euzygentoma) Grimaldi & Engel 2005
      - 마인드로니아과(Maindroniidae) Escherich 1905
      - 좀과(Lepismatidae) Latreille 1802
      - 프로트리네무렐라과(Protrinemuridae) Mendes 1988
      - 니콜레티아과(Nicoletiidae) Escherich 1905

트리콜레피디온과는 북부 캘리포니아 삼림에 서식하는 Tricholepidion gertschi가 대표적인 종이다.
레피도트릭스과는 발트해 산지 호박에서 출토되는 화석종인  Lepidotrix pilifera가 대표적이다.
좀과는 가장 많은 종을 가진 분류군이며 좀벌레 중에서 가장 큰 종들도 이 과에 포함된다. 좀과는 200종이 넘는 전지구적인 범위를 가진 과이다. 많은 종들이 사람의 거주 공간에서 서식하는 것을 선호하며 일부 종은 개미 군락에서 몰래 살아간다.
니콜레티아과는 더 작고 색깔이 옅은 경향이 있으며 종종 토양 깔짚, 부엽토, 돌이나 바위 밑, 동굴에서 사는데, 이 때 눈은 퇴화해 축소되어 있는 상태이다. 또는 개미나 흰개미의 군락에서 편리 공생을 하며 살아간다. 과는 5개의 하위 아과로 나누어진다.
마인드로니아과는 중동과 칠레에서 발견된세 종으로 구성된다.
프로트리네무렐라과는 4개 속으로 구성된다. 동굴에 서식하는 니콜레티아 종처럼 눈이 퇴화해 소실되었다.
일부 분자학적 계통발생도에서는 트리콜레피디온과가 다른 좀목 곤충들과 연관이 없는, 따로 떨어져 있고 보다 더 초기에 가까운 곤충 분기를 형성한다는 사실이 밝혀졌다.

### 진화사
좀목에 대한 화석 기록은 빈약하지만, 레베르훌미아(Leverhulmia)라는 화석 절지동물이 그런 무리의 예시라면 석탄기 또는 데본기 동안 다른 모든 곤충들에게서 갈라져 나왔을 것이다. 이 목에서 가장 오래된 화석은 약 1억 1,300만 년 전 백악기 초기 압트절까지 거슬러 올라가는데, 이 화석은 브라질 산타나 층 출신인 좀과 화석은 불확실한 표본이며, 미얀마의 버마 호박에서 나온 좀과의 또 다른 표본은 약 1억년 전으로 거슬러 올라간다. 니콜레티아과의 화석은 마이오세의 도미니카 호박으로 유명하다

## 생식
좀벌레는 정자 전달을 안전하게 하기 위해 정교한 구애 의식을 벌인다. 수컷은 기질면에서 수직으로 된 물체 사이에 실을 뽑는다. 수컷은 이 실 밑으로 정포( spermatophore)를 놓은 다음, 암컷이 실 아래로 거닐도록 유도한다. 암컷의 꼬리털이 견사와 접촉하면 생식공으로 정포를 집어올린다. 정포 속의 정자는 생식기 안으로 방출되고, 암컷은 비어있는 정포를 떼어내어 그 자리에서 먹는다.
무변태성 곤충인 좀벌레는 유시아강 곤충들과는 달리 성 성숙을 끝냈음에도 계속 탈피를 한다. 보통 천천히 자라지만 수명은 상당히 긴 편으로 기록상 4~8년 이상을 산다.

## 바이오 연료 생산 연구
좀벌레가 나무에서 추출되는 리그노셀룰로스를 섭취한다는 이유로 흰개미, 식식성 바퀴벌레, 잎벌 등 현재 바이오 연료 생산에 사용하고자 연구하고 있는 곤충 유형 중 하나가 되었다. 이러한 곤충들의 내장은 화학 처리 공정이 셀룰로스를 분해하는 듯한 천연 생물반응로 역할을 한다. 이 때문에 상업적으로 비용 효율적인 바이오 연료 생산 공정을 개발하고자 하는 희망으로 연구된 것이다.

### 내용주
1. ↑  영미권 및 서양에서는 'epiproct' 라 부르기도 하나, 국내에서는 이를 항문상판이라 부르고 있다.
2. ↑  서양권에서 그렇게 부르는 이유는 꼬리실이 항문상판 끝에서 연장되어 발달한 구조물이기 때문이다. 고등한 곤충에서는 항문상판이 퇴화되어 있다.

### 참고주
1. ↑  Elven, H; Aarvik, Leif (2018). “Børstehaler Zygentoma”. 《Artsdatabanken》 (노르웨이어). Naturhistorisk museum, University of Oslo. 2020년 1월 7일에 확인함.
2. ↑  Gibb, Timothy J. (2014). 《Contemporary Insect Diagnostics: The Art and Science of Practical Entomology》. Academic Press. 1–345쪽. ISBN 978-0-12-404692-4. 2014년 10월 27일에 확인함.
3. ↑  Richards, O. W.; Davies, R.G. (1977). 《Imms' General Textbook of Entomology: Volume 1: Structure, Physiology and Development Volume 2: Classification and Biology》. Berlin: Springer. ISBN 0-412-61390-5.
4. ↑  Blanke, Alexander; Koch, Markus; Wipfler, Benjamin; Wilde, Fabian; Misof, Bernhard (2014). “Head morphology of Tricholepidion gertschi indicates monophyletic Zygentoma”. 《Frontiers in Zoology》 11 (16): 1–19. doi:10.1186/1742-9994-11-16. PMC 3975249. PMID 24625269.
5. ↑  Liddell, H. G. (1889). 《An Intermediate Greek-English Lexicon: Based on the 7th Ed of Liddell & Scott's Lexicon.》. page 488
6. ↑  Gullan, Penny J.; Cranston, Peter S. (2014년 11월 3일). 《The Insects: An Outline of Entomology》. John Wiley & Sons. 1–624쪽. ISBN 978-1-118-84615-5.
7. ↑  The first report of the family Protrinemuridae and Neoasterolepisma priesneri (Stach, 1946) (Insecta: Zygentoma) for Iran
8. ↑  Entomology
9. ↑  Multicellular Animals: Volume II: The Phylogenetic System of the Metazoa
10. ↑  The Insects: Structure and Function
11. ↑  The Australian silverfish fauna (Order Zygentoma) – abundant, diverse, ancient and largely ignored
12. ↑  The genus Mormisma Silvestri (Thysanura: Lepismatidae) in the Namib desert
13. 1 2  Mendes, Luis F.; Fox, Eduardo G. P.; Solis, Daniel R.; Bueno, Odair C. (2009). “New Nicoletiidae (Zygentoma: Insecta) from Brazil living in fire-ant (Hymenoptera: Insecta) nests” (PDF). 《Papéis Avulsos de Zoologia》 49 (34): 467–475. doi:10.1590/S0031-10492009003400001. ISSN 1807-0205.
14. ↑  “Silverfish”. 2005년 10월 1일에 원본 문서에서 보존된 문서. 2024년 2월 28일에 확인함.
15. ↑  “Thysanura - Silverfishes, Firebrats, Common bristletails, Zygentoma, Silverfish”. Discover Life. 2022년 8월 3일에 확인함.
16. ↑  Torgerson, Richard L.; Akre, Roger D. (1969). “Reproductive morphology and behavior of a thysanuran, Trichatelura manni, associated with army ants”. 《Annals of the Entomological Society of America》 62 (6): 1367–1374. doi:10.1093/aesa/62.6.1367.
17. ↑  Woodbury, Nathan; Gries, Gerhard (2007). “Pheromone-based arrestment behavior in the common silverfish, Lepisma saccharina, and giant silverfish, Ctenolepisma longicaudata”. 《Journal of Chemical Ecology》 33 (7): 1351–1358. doi:10.1007/s10886-007-9303-4. PMID 17508133.
18. ↑  Woodbury, Nathan; Gries, Gerhard (2013a). “Firebrats, Thermobia domestica, aggregate in response to the microbes Enterobacter cloacae and Mycotypha microspora”. 《Entomologia Experimentalis et Applicata》 147 (2): 154–159. doi:10.1111/eea.12054.
19. ↑  Woodbury, Nathan; Gries, Gerhard (2013c). “How firebrats (Thysanura: Lepismatidae) detect and nutritionally benefit from their microbial symbionts Enterobacter cloacae and Mycotypha microspora”. 《Environmental Entomology》 42 (5): 860–867. doi:10.1603/EN13104. PMID 24331598.
20. ↑  Woodbury, Nathan; Gries, Gerhard (2013b). “Fungal symbiont of firebrats (Thysanura) induces arrestment behaviour of firebrats and giant silverfish but not common silverfish”. 《Canadian Entomologist》 145 (5): 543–546. doi:10.4039/tce.2013.35.
21. ↑  Wijenberg, Rosanna; Takács, Stephen; Lam, Kevin; Gries, Gerhard (2013). “Behavioural responses of diverse insect groups to electric stimuli”. 《Entomologia Experimentalis et Applicata》 147 (2): 132–140. doi:10.1111/eea.12053.
22. ↑  “Order Zygentoma (silverfish)”. The Paleobiology Database. 2020년 11월 26일에 확인함.
23. ↑  Mendes, Luis F.; Fox, Eduardo G. P.; Solis, Daniel R.; Bueno, Odair C. (2009). “New Nicoletiidae (Zygentoma: Insecta) from Brazil living in fire-ant (Hymenoptera: Insecta) nests”. 《Papéis Avulsos de Zoologia》 49 (34): 467–475. doi:10.1590/S0031-10492009003400001. ISSN 1807-0205.
24. ↑  Mendes, Luis F. (2002). “New species and new data on Protrinemuridae and Nicoletiidae (Zygentoma) from Eastern Asia and Pacific islands”. 《Annales de la Société Entomologique de France》. Nouvelle Série 38 (4): 399–433. doi:10.1080/00379271.2002.10697352.
25. ↑  Kahrarian, Morteza; Molero-Baltanás, Rafael (2015). “The first report of the family Protrinemuridae and Neoasterolepisma priesneri (Stach, 1946) (Insecta: Zygentoma) for Iran”. 《Turkish Journal of Zoology》 39: 956–957. doi:10.3906/zoo-1408-55.
26. ↑  Leo, Chiara; Nardi, Francesco; Frati, Francesco; Fanciulli, Pietro Paolo; Cucini, Claudio; Vitale, Matteo; Brunetti, Claudia; Carapelli, Antonio (2019년 7월 3일). “The mitogenome of the jumping bristletail Trigoniophthalmus alternatus (Insecta, Microcoryphia) and the phylogeny of insect early-divergent lineages”. 《Mitochondrial DNA Part B》 (영어) 4 (2): 2855–2856. doi:10.1080/23802359.2019.1660592. ISSN 2380-2359. PMC 7706868. PMID 33365760.
27. ↑  Mendes, Luis F.; Poinar, George O. (September 2008). “A new fossil silverfish (Zygentoma: Insecta) in Mesozoic Burmese amber”. 《European Journal of Soil Biology》 44 (5–6): 491–494. doi:10.1016/j.ejsobi.2008.07.009. ISSN 1164-5563.
28. 1 2  J .F. Mendes, J. Wunderlich New data on thysanurans preserved in Burmese amber (Microcoryphia and Zygentoma Insecta) Soil Org., 85 (2013), pp. 11-22
29. ↑  Daly, Howell V.; Doyen, John T.; Purcell, Alexander H. (1998). 《Introduction to Insect Biology and Diversity, 2nd ed.》. Oxford University Press. 1–680쪽. ISBN 0-19-510033-6.
30. ↑  Lindsay, Eder (1940). “The biology of the silverfish, Ctenolepisma longicaudata Esch. with particular reference to its feeding habits”. 《Proceedings of the Royal Society of Victoria》. New Series 40: 35–83.
31. ↑  Sun, Jian-Zhong; Scharf, Michael (2010). “Exploring and integrating cellulolytic systems of insects to advance biofuel technology”. 《Insect Science》 17 (3): 163–165. doi:10.1111/j.1744-7917.2010.01348.x.